# Burgstall Eggen
Der Burgstall Eggen bezeichnet eine abgegangene Höhenburg und späteres Schloss auf einem  Vorsprung des nördlichen Argenhochufers, 200 m südlich der Einöde Eggen, eines heutigen Ortsteils der Gemeinde Gestratz im Landkreis Lindau (Bodensee) in Bayern.
Eggen wurden um 1200 erwähnt als Lehenhof des Klosters St. Georg in Isny im Allgäu. Über die damaligen Burgherren ist nichts bekannt. Überliefert ist aber die Besonderheit, dass die ansässigen Ritter innerhalb des umfriedeten Burgbezirks die hohe Gerichtsbarkeit ausüben durften. Dieses Recht galt  nicht für ihr Herrschaftsgebiet außerhalb der Burgmauern, dort stand ihnen nur die standesübliche niedere Gerichtsbarkeit zu.
Ab 1618 diente die Burg als Sommerresidenz der Äbte des Klosters Isny. Um 1730 ließ Isny einen repräsentativen Neubau auf dem Burgareal errichten: das Schloss Eggen. Schon 1823 wurde das Bauwerk wieder abgebrochen und fortan in den Katasterplänen als Ruine geführt.
Die Burgstelle ist als Bodendenkmal (D-7-8326-0012) gelistet.
Von der ehemaligen Burganlage zeugt heute noch ein Gedenkstein von 1935 (D-7-76-112-22).